# Uno-actu-Prinzip
Das Uno-actu-Prinzip (lateinisch uno actu, "durch eine Handlung" (Ablativ von unus actus „eine Handlung“)) ist in der Betriebswirtschaftslehre der Grundsatz, dass bei einer Dienstleistung deren Produktion und Konsum zeitlich zusammenfallen. Mit diesem Begriff wird die zeitliche Synchronisation von Produktion und Vertrieb beschrieben. Dazu müssen Hersteller und Nachfrager synchron zusammenwirken. Das Uno-actu-Prinzip ist eine der Eigenheiten im Produktionsprozess des Dienstleistungssektors, durch die sich dieser von der Produktionswirtschaft unterscheidet.

## Produktionsprozess
Der Produktionsprozess des Dienstleistungssektors ist unter anderem dadurch gekennzeichnet, dass es neben den üblichen Produktionsfaktoren (Arbeit, Betriebsmittel, Werkstoffe) noch zusätzlich den externen Produktionsfaktor gibt. Dieser wird durch Kunden und/oder den von diesen eingebrachten Wirtschaftsobjekten repräsentiert.
Dadurch fällt die Produktion mit der Anwesenheit des Nachfragers und/oder dessen eingebrachten Sachen zusammen. Der Friseur (Hersteller) kann nur Haare schneiden (Produktion), wenn ein Kunde zum Haarschnitt erscheint; die Autowerkstatt führt die Reparatur des vom Auftraggeber mitgebrachten Kraftfahrzeugs durch. Auch im Dienstleistungsbereich erfordert die Produktion eine bestimmte Durchlaufzeit, welche die Anwesenheit des Kunden entweder erfordert (Friseur) oder auch nicht (Autowerkstatt). Dese Durchlaufzeit besteht neben der Durchführungszeit auch aus Wartezeiten, Transportzeiten und Liegezeiten. Bei der Wartezeit sind die Voraussetzungen für eine Bearbeitung nicht erfüllt, bei der Transportzeit wechseln die Arbeitsobjekte den Arbeitsplatz und bei den Liegezeiten liegen die Arbeitsobjekte, obwohl die Voraussetzungen für eine Bearbeitung erfüllt sind.

## Uno-actu-Prinzip im E-Business-Bereich
Ort- und Zeitbezug können bei digitalisierbaren Dienstleistungen (siehe auch: E-Business) geringfügig aufgeweicht werden, d. h. die Dienstleistung wird nicht dort konsumiert, wo sie produziert wird.
Beispiel
Beim Online-Banking findet die eigentliche Dienstleistung, nämlich die Transaktion beispielsweise einer Überweisung, örtlich entfernt vom Konsumenten auf dem Großrechner des Kreditinstituts statt.

## Wirtschaftliche Aspekte
Das Uno-actu-Prinzip setzt eine gewisse Monopolstellung der Produzenten voraus. Der Landarzt beispielsweise ist solange Monopolist, wie die Nachfrager Transport- und Transaktionskosten scheuen. Dienstleistungen auf der Grundlage des Uno-actu-Prinzips weisen oft eine geringe Rationalisierbarkeit, mangelnde Elastizität der Kapazitäten, Dominanz von Präferenzen beim Kunden und Tendenz zu fehlender Markttransparenz auf.
Bei Dienstleistungen besteht oft die Möglichkeit einer Serienfertigung (englisch batching), wenn eine relativ homogene Zielgruppe einer gemeinsamen Durchlaufzeit unterzogen werden kann wie bei Bildung (Schulklassen, Universitäten), Sprechstunden (Ärzte, öffentliche Verwaltung), Tourismus (Massentourismus, Pauschalreise), Transportwesen (Gütertransport, Personentransport) oder Unterhaltung (Kino, Konzerte, Museen, Veranstaltungen). Hier kommt häufig die Warteschlange als unerwünschtes Organisationsmittel vor.